# Pagaran Silindung
Pagaran Silindung is een bestuurslaag in het regentschap Padang Lawas van de provincie Noord-Sumatra, Indonesië. Pagaran Silindung telt 238 inwoners (volkstelling 2010).